# Tour Ariane
O Tour Ariane (conhecido como Tour Générale) é um arranha-céu de escritórios em Puteaux, em La Défense, o distrito comercial da área metropolitana de Paris. 
Foi construída em 1975 com o nome de Tour Générale porque o Société Générale ocupava a maior parte do espaço útil. Tem 152 m de altura; foi completamente renovado em 2008.
A torre pertence ao grupo Unibail-Rodamco desde que foi adquirida em 1999.